# Allonyx
Allonyx är ett släkte av skalbaggar som beskrevs av Henri August Duval 1861. Allonyx ingår i familjen brokbaggar.
Släktet innehåller bara arten Allonyx quadrimaculatus.